# Grahamstad
Grahamstad (Engels: Grahamstown, Xhosa: iRhini; sinds 29 juni 2018 ambtelijk Makhanda) is een plaats in de Zuid-Afrikaanse provincie Oost-Kaap.
Grahamstad telt ongeveer 50.000 inwoners. In Grahamstad bevindt zich de oudste universiteit van Oost-Kaap, de Rhodes-universiteit.

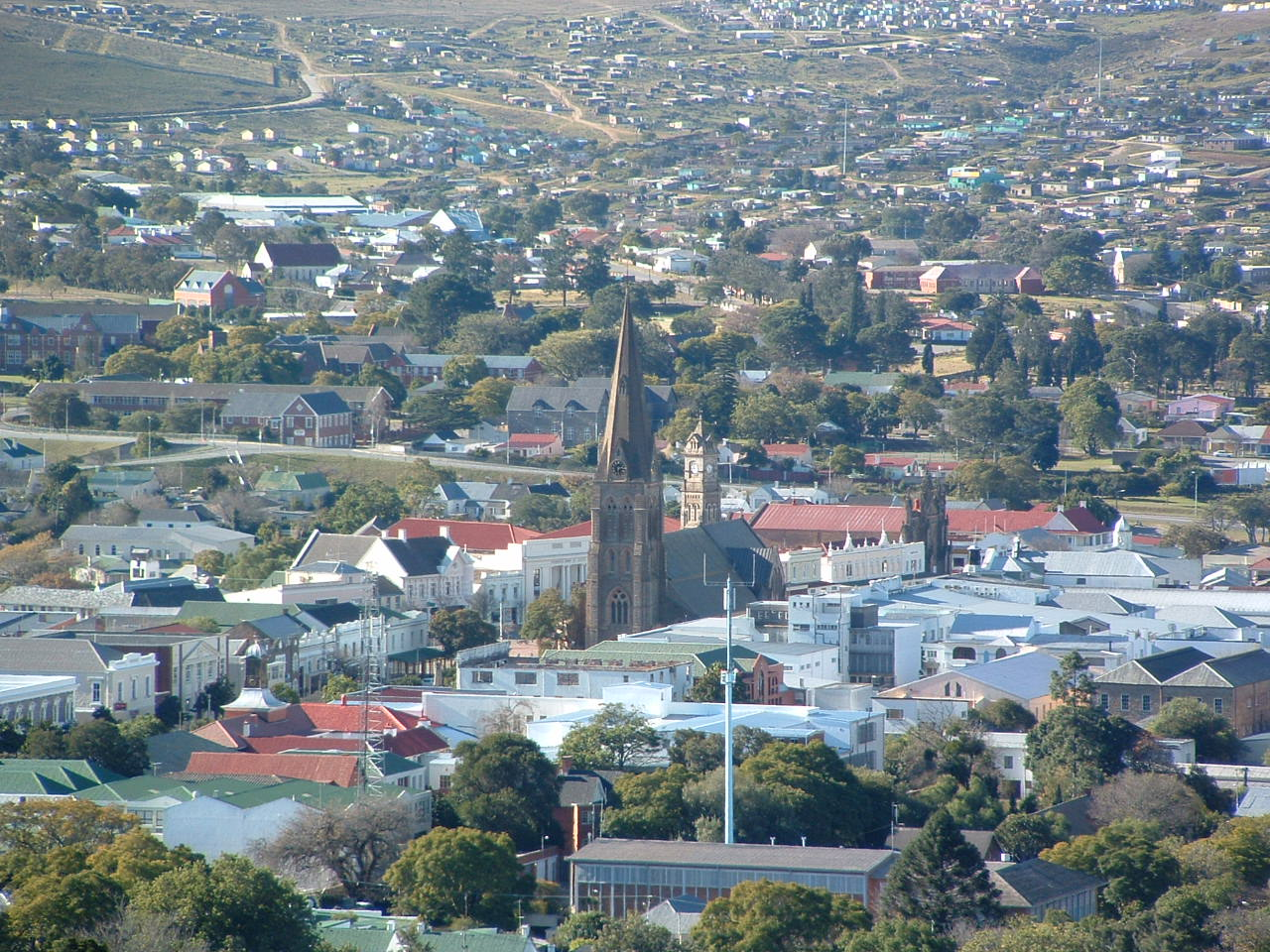
Grahamstad gezien vanaf Fort Selwyn

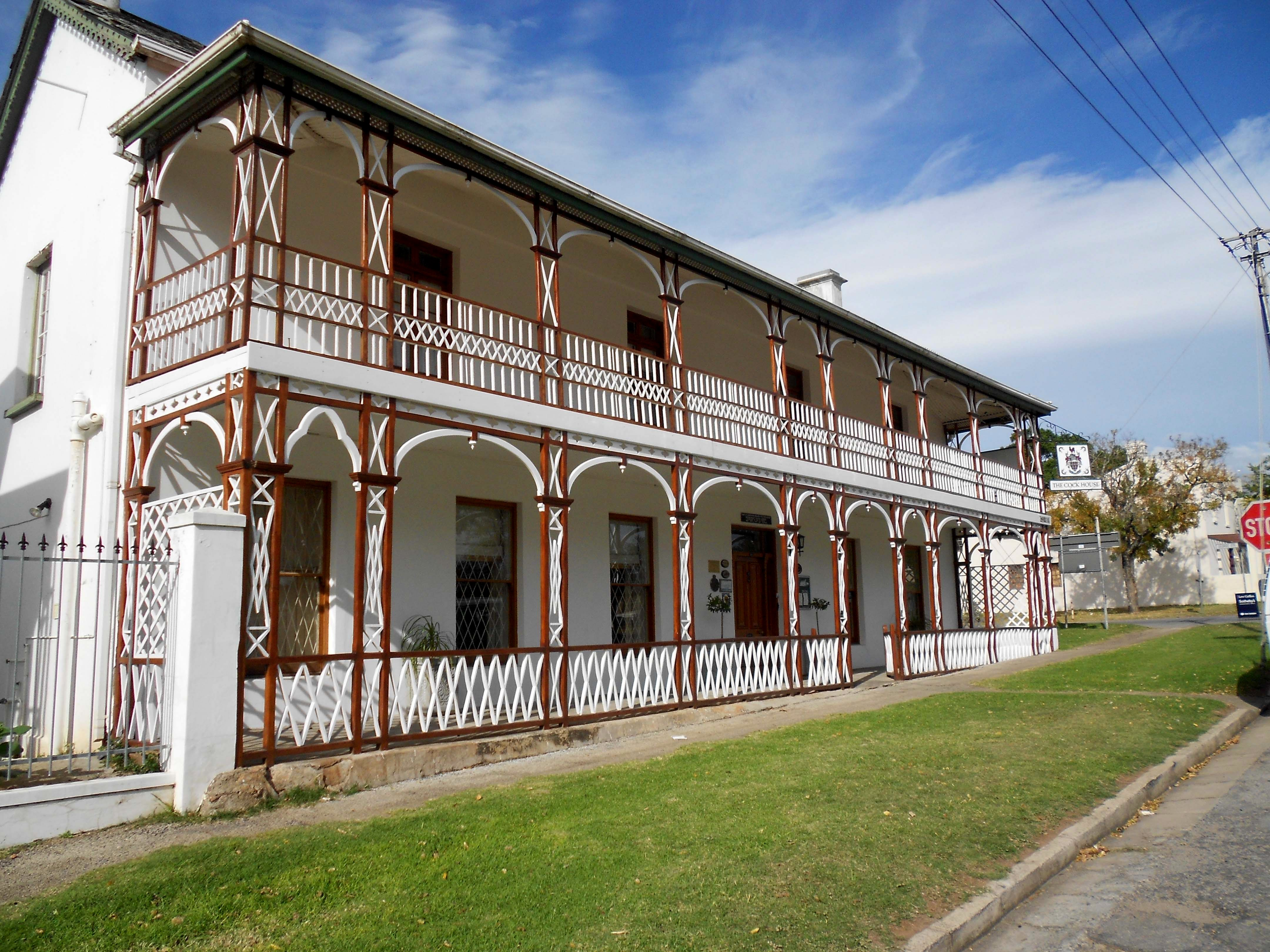
Het Cock-huis, gebouwd in 1826 genoemd naar William Cock, die zich hier in 1820 vestigde, gebouwd door een andere kolonist Benjamin Norden. André Brink heeft hier gewoond.

## EGazini
De stad is in 1812 gesticht. In 1819 vond vlak bij Grahamstad in de vijfde van de negen grensoorlogen tussen het oprukkende Britse imperium en de oprukkende Xhosa's een belangrijke veldslag plaats. Het slagveld staat in het Xhosa bekend als eGazini (de locatief van het woord igazi dat bloed betekent). De leider van de Xhosa's was Nxele, die ook onder naam Makana bekend staat. Hoewel zijn mannen er bijna in slaagden Grahamstad te verwoesten, bezweken zij uiteindelijk doordat de Britten de betere vuurwapens bezaten. Er staat nu een aan de slag gewijd monument.

## Subplaatsen
Het nationaal instituut voor de statistiek, Stats SA, deelt sinds de census 2011 deze hoofdplaats in in 19 zogenaamde subplaatsen (sub place), waarvan de grootste zijn:
Fingo • Grahamstown SP2 • Hlalani • King Flats • Vukani.

## Kunstfestival
In Grahamstad wordt sinds 1974 ieder jaar een National Arts Festival georganiseerd, gewoonlijk in de wintermaanden (jun/jul). Het is een groot festival dat internationale bekendheid geniet en dat in 2015 R340 miljoen in de Oost-Kaap spendeerde, waarvan R90 miljoen in Grahamstad zelf.
De infrastructuur van de stad is (2016) echter dusdanig aan het aftakelen dat de watertoevoer voor de gasten niet goed verzorgd kon worden en de voortzetting van het festival gevaar loopt.

## Camera obscura
In het Observatory Museum van de stad bevindt zich de enige Victoriaanse camera obscura van het zuidelijk halfrond. Op een ronde vlakke tafel wordt door de camera een beeld van de omgeving van het museum geprojecteerd. Het museum maakt deel uit van het Albany Museum complex dat in 1855 gesticht is. De camera obscura is gebouwd door Henry Carter Galpin, een horlogemaker en juwelier uit de negentiende eeuw. Het museum was oorspronkelijk zijn huis.

## Foto's

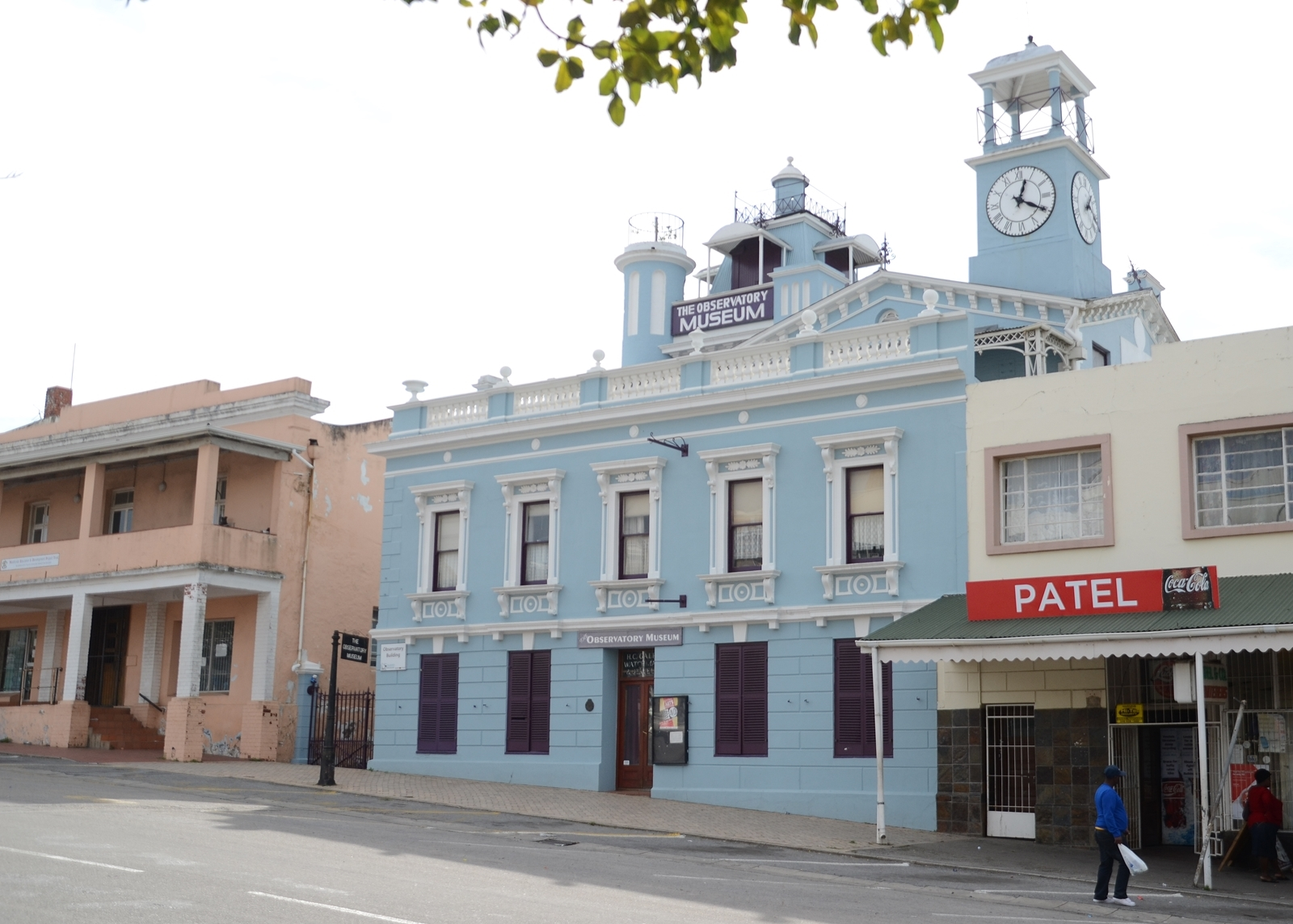
Het Observatory Museum met het torentje van de camera obscura
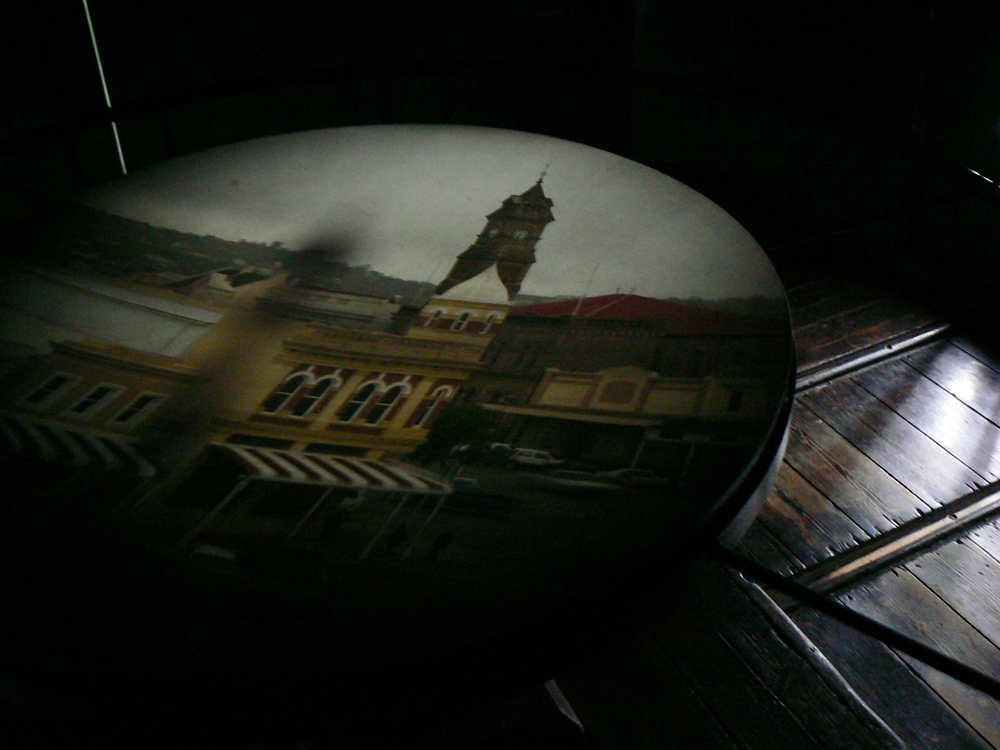
De kathedraal van de stad gezien in de camera obscura
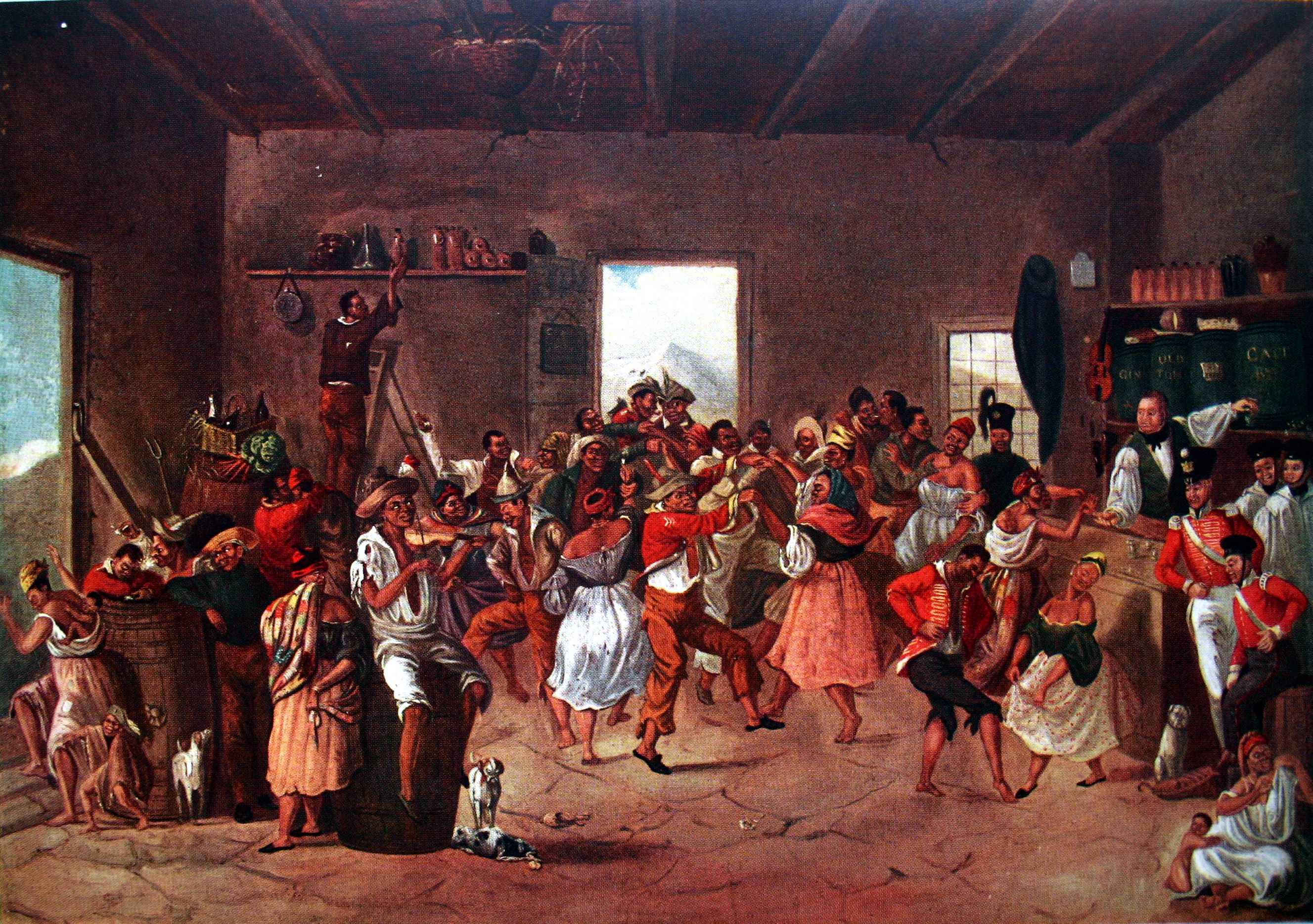
Een schilderij van Frederick Timpson l'Ons dat een kroegscene in de 19e eeuw weergeeft
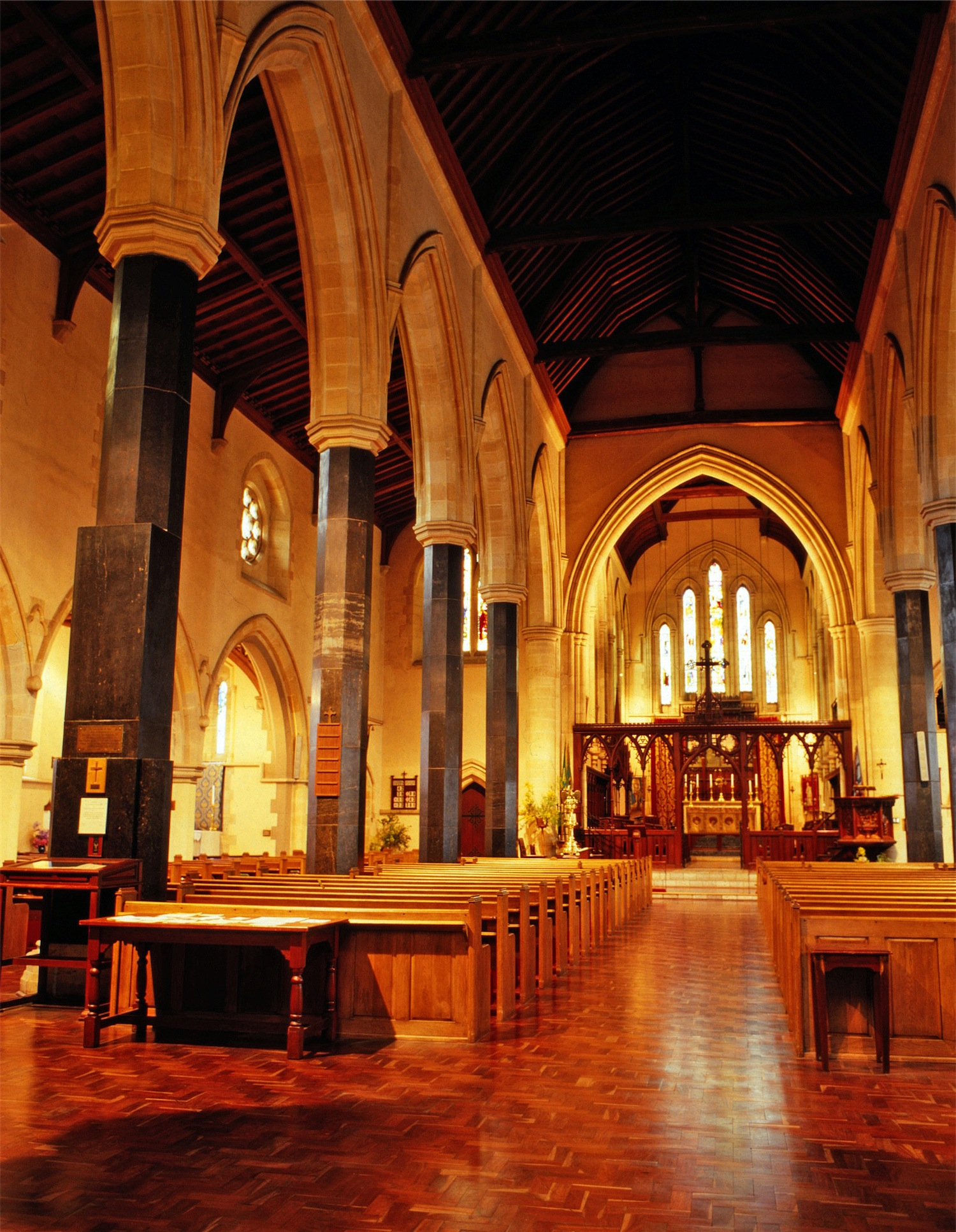
De St. Michiel-en- St. George-kathedraal van binnen
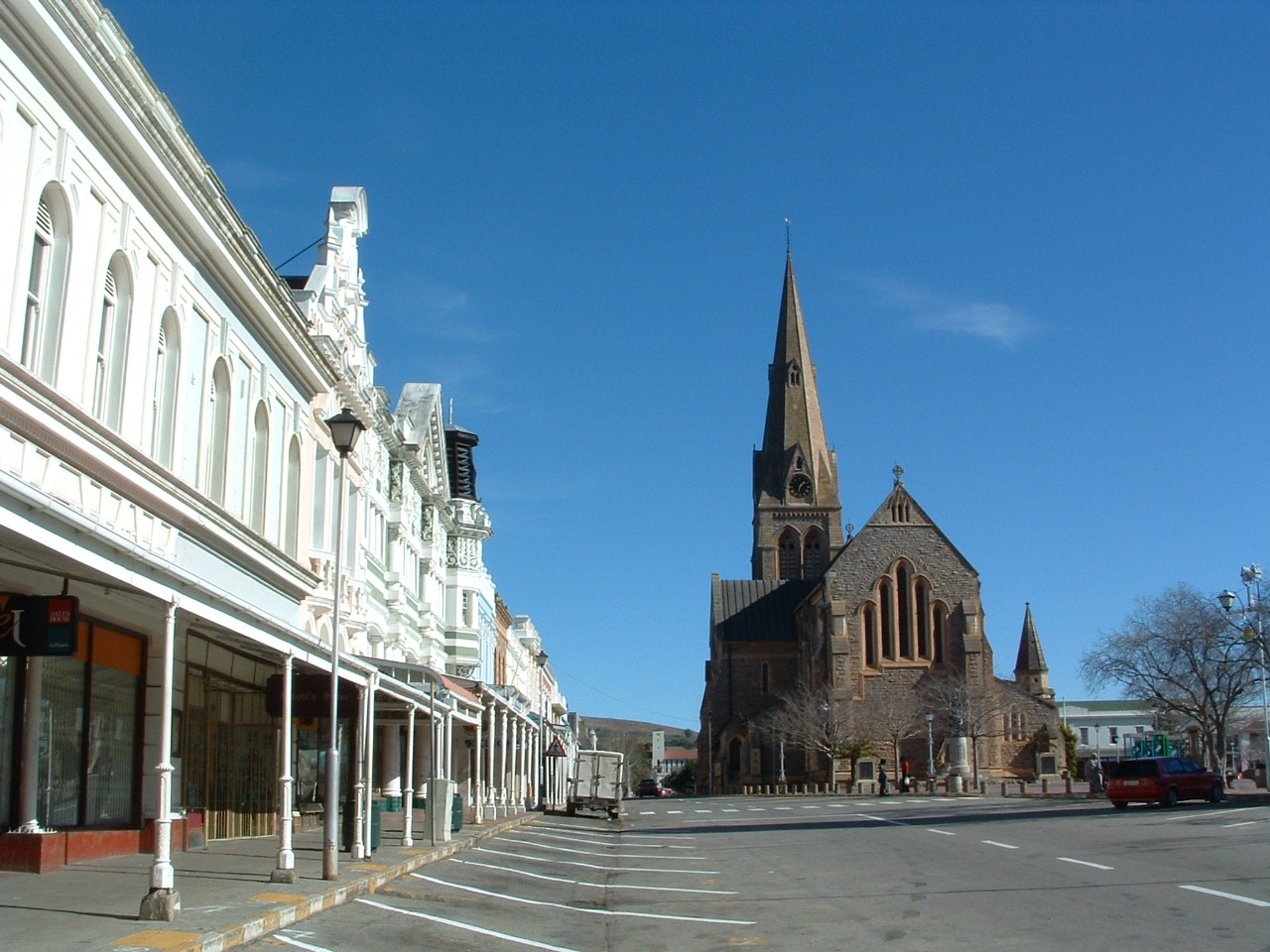
De St. Michiel-en- St. George-kathedraal van buiten
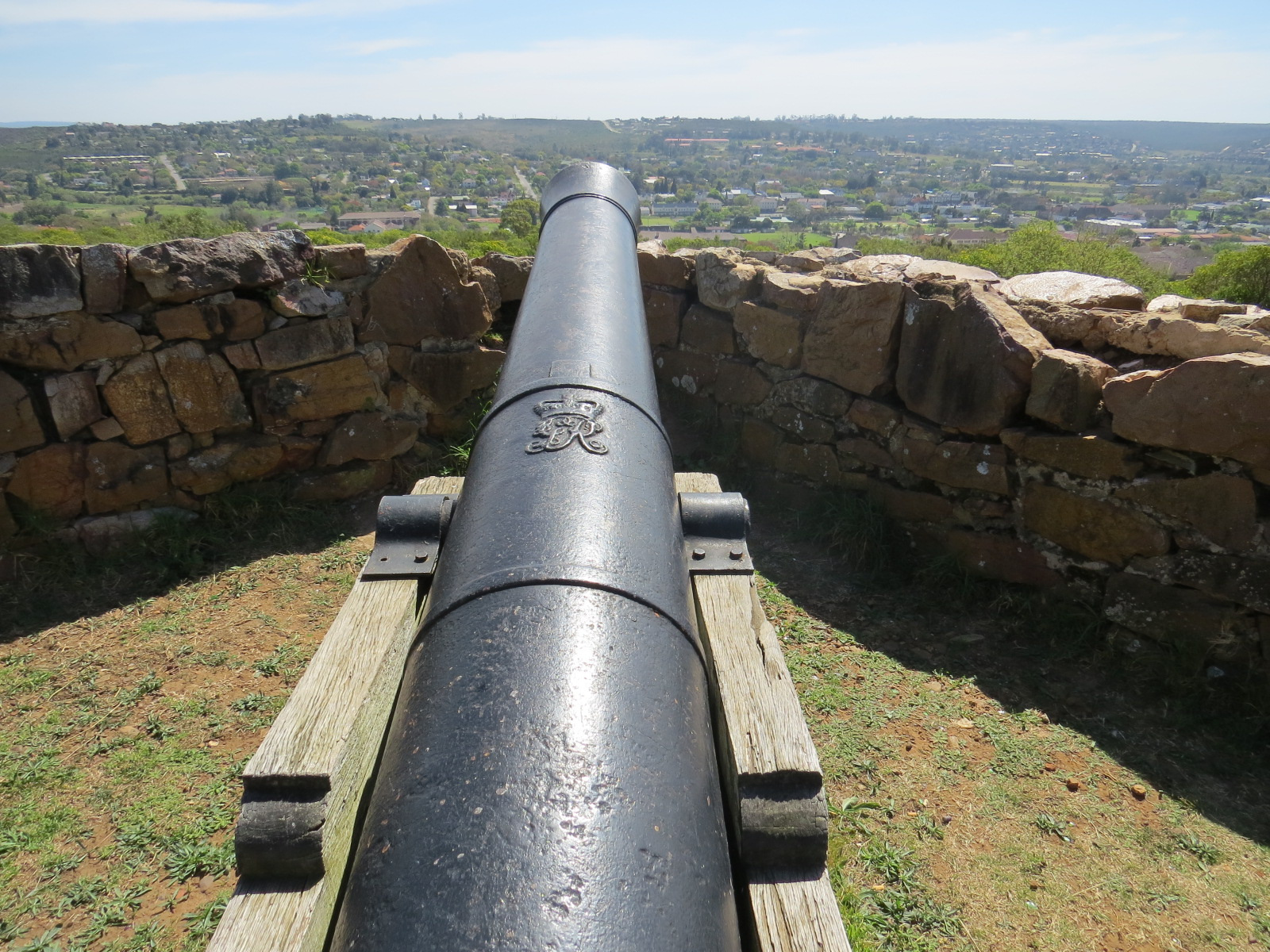
Fort Selwyn
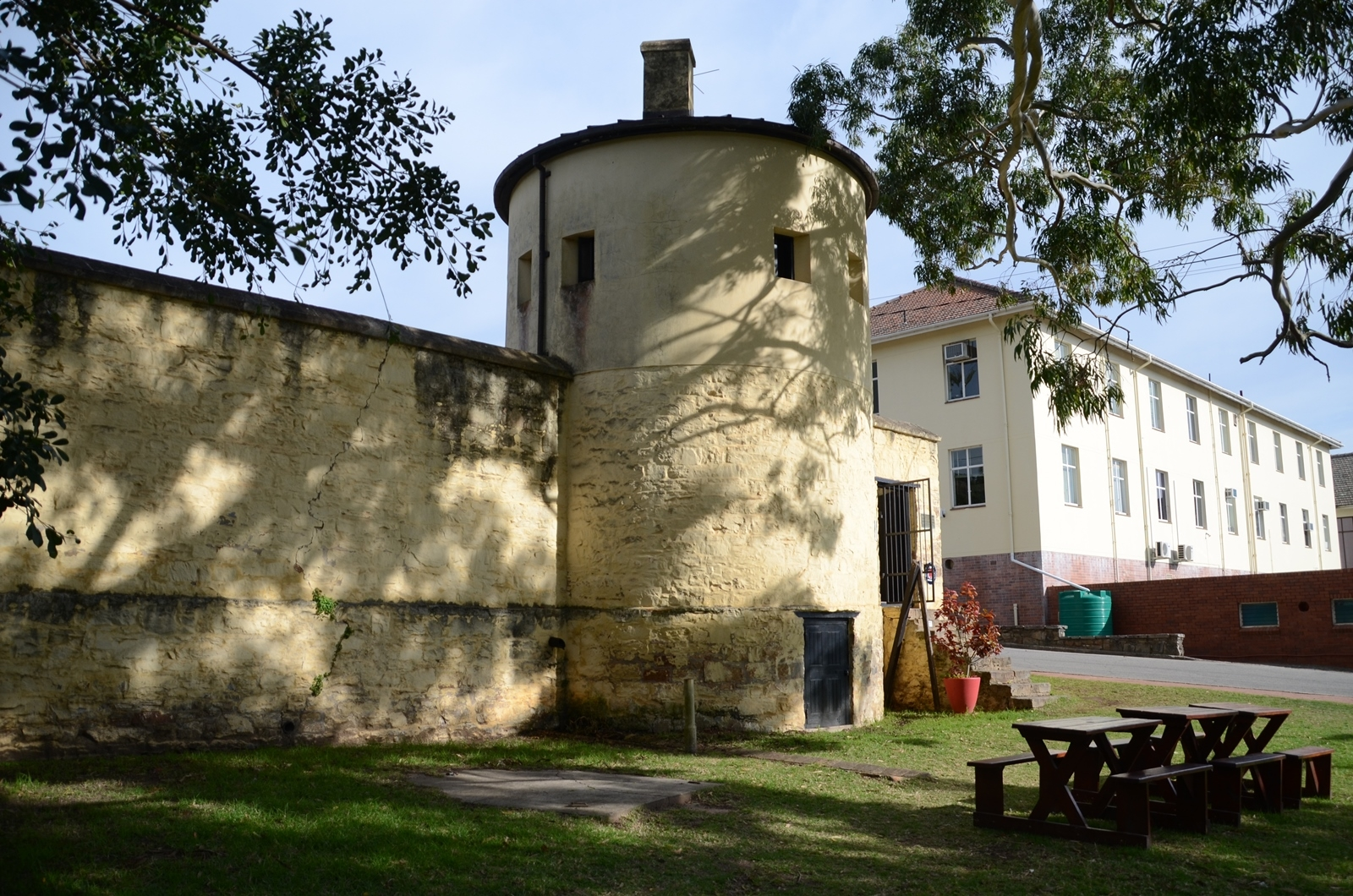
De Old Provost, gevangenis uit 1835